# Витенбергская культура
Витенбергская культура — археологическая культура бронзового века, расположенная в Центральной Трансильвании. Сформировалась как локальный вариант усатовской культуры и сменилась культурой Ноуа. Названа по месту раскопок возле холма Витенберг близ румынского города Сигишоара. Носители культуры имели торговые отношения с микенской культурой. В захоронениях обнаружены бронзовые боевые топоры и булавы с каменными набалдашниками. К 1964 году обнаружено 200 поселений витенбергской культуры. Керамика представлена в виде амфор с орнаментов в форме спиралей и меандров.